# Hnací vozidlo
Hnací vozidlo (řídce též trakční vozidlo) je v železniční terminologii název pro takové železniční kolejové vozidlo, které je schopné vyvíjet tažnou sílu. Touto tažnou silou se uvádí do pohybu jak toto vozidlo, tak případně připojená tažená vozidla.
Ing. Jaromír Široký z Institutu dopravy Vysoké školy báňské mezi hnací vozidla neřadí speciální hnací vozidla, která slouží k údržbě, opravám a výstavbě tratí.
Mezi hnací vozidla patří:
- lokomotivy (jak pro vozbu vlaků, tak pro posun)
- jednotky – podle druhu pohonu se dělí na elektrické jednotky a dieselové jednotky (slouží pouze v osobní dopravě)
- hnací vozy – podle druhu pohonu se dělí na elektrické a dieselové (slouží pouze v osobní dopravě)